# João Álvares Frovo
João Álvares Frovo o Joam Alvarez Frouvo (Lisboa, 16 de noviembre de 1602-Lisboa, 29 de enero de 1682) fue un bibliotecario, capellán, compositor y tratadista portugués del Barroco.

## Biografía

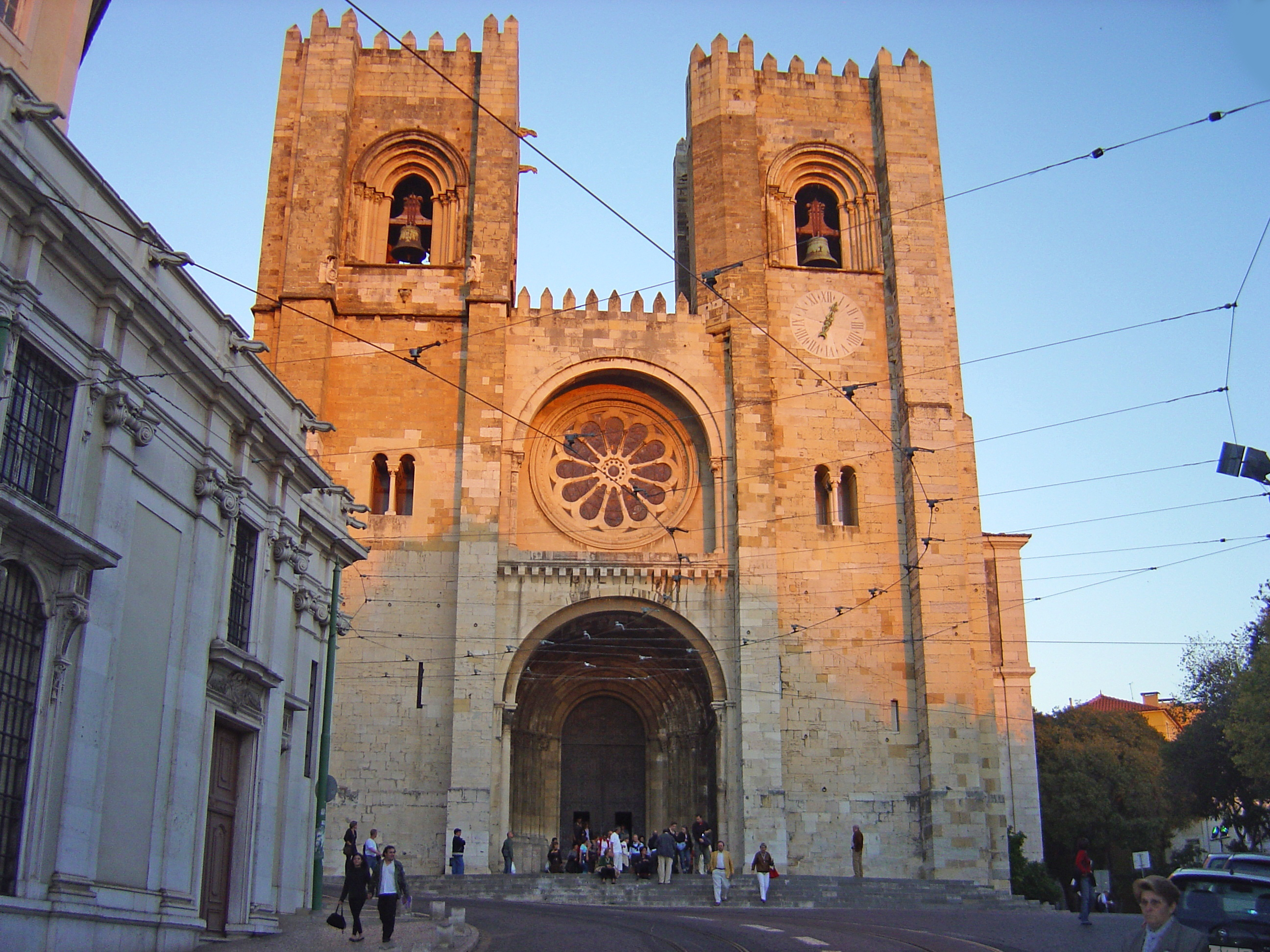
Catedral de Lisboa

João Álvares Frovo (o Frouvo) nació en la ciudad de Lisboa el 16 de noviembre de 1602. En su familia hubo otra persona destacable, su tío Gaspar Alves Lousada, anticuario de quien probablemente recibió su formación y el gusto por la literatura. Su educación musical tuvo lugar en la Catedral de Lisboa, también con un gran maestro, el célebre compositor Duarte Lobo. En sus obras mostró un amplio conocimiento de la obra de autores latinos y griegos, así como de los compositores europeos que le precedieron. Todavía existen algunos libros que formaron parte de su biblioteca personal y actualmente se conservan en la Biblioteca Nacional de Portugal.
Frovo sirvió como capellán y bibliotecario del rey Juan IV, ayudándolo en la construcción de la famosa Biblioteca Real de Música. Al mismo tiempo, escribió numerosas obras musicales y tratados de música. En 1647 sucedió a Duarte Lobo como maestro de capilla de la Catedral de Lisboa.
Falleció el 29 de enero de 1682, siendo enterrado en la catedral de Lisboa. Su cargo fue ocupado por uno de sus discípulos, Manuel Nunes da Silva.

## Obra
- 1662 - Discursos sobre a perfeiçam do Diathesaron, & louvores do numero quaternario em que elle se contem (Lisboa: António Craesbeck de Melo)[1]

### Obra desaparecida
- c. 1651 - Speculum Universale in quo exponuntur omnium ibi contentorum Auctorum loci, ubi de quolibet Musices genere disserunt, vel agunt (2 volúmenes manuscritos)
- sin datos - Theorica, e Practica da Musica (manuscrito)
- sin datos - Breve Explicação da Musica (manuscrito)
- sin datos - Livro de Hymnos a 4 voces (manuscrito)
- sin datos - Livro de Missas (manuscrito)
- Missas de Coros, a 16 voces
- Dois salmos da Noa, a 8 voces
- Salmos de Vésperas, a 8, 10 y 12 voces
- Salmo de Completas, a 20 voces
- Diversos motetes, a 3 y 4 voces
- Responsórios da Noite de Natal, a 8 voces
- Invitatório do Ofício dos Defuntos, a 4 y a 12 voces
- Responsórios do Ofício dos Defuntos, 2 a 8 voces, 1 a 12 voces, otro a 16 voces y otro a 17 voces
- Tratos das Domingas da Quaresma, a 4 voces
- Texto da Paixão da Dominga de Ramos e Sexta-feira maior, a 4 voces
- Miserere, a 16 vozes
- Lamentações, a diversas voces
- Vilancicos de diversas festividades, a 4, 6 y 8 voces[2]